# Age of Empires II: The Forgotten
Age of Empires II: The Forgotten (Viết tắt là AoF) là bản mở rộng thứ hai (sau bản thứ nhất từ năm 1999) của trò chơi Chiến thuật thời gian thực Age of Empires II: The Age of Kings, và là bản mở rộng mới đầu tiên trong hơn một thập kỉ. Bản mở rộng được phát triển bởi nhóm nghiên cứu đã tạo ra bản mod với sự hỗ trợ của Skybox Labs, có trụ sở tại Vancouver. The Forgotten giới thiệu năm nền văn minh mới: (Italians, Indians, Slavs, Magyars, và Incas), sáu chiến dịch mới, đơn vị mới, công nghệ mới, thể loại chơi mới, bản đồ mới, cải thiện AI và những chỉnh sửa khác trong trò chơi.